# Test matryc Ravena

Przykładowa matryca

Test matryc Ravena (ang. Raven's Progressive Matrices, test matryc progresywnych) – test inteligencji opracowany przez Johna C. Ravena w 1939. Bada umiejętność dostrzegania relacji pomiędzy poszczególnymi obiektami, a więc jego celem jest badanie inteligencji ogólnej (tzw. inteligencji płynnej). 
Test matryc Ravena w wersji standardowej składa się z 5 skal A, B, C, D, E, w każdej skali znajduje się zwykle po 12 zadań, które polegają na tym, że badana osoba musi wychwycić relacje między elementami wzoru (matrycy) i wskazać brakujący element wzoru z podanych poniżej matrycy. Poziom trudności jest wzrastający. Przy czym łatwiejsze zadania mają pomóc wyćwiczyć się do zadań trudniejszych, dzięki czemu test sprawdza też umiejętność bezpośredniego uczenia się.
Sprawdza on zdolności jednostki do indukcji logicznej, zauważania zasady ciągłości wzorów (skala A) dostrzegania analogii pomiędzy parami figur (skala B), progresywnych zmian wzorów (skala C), przestawiania figur (skala D), rozkładania figur na elementy (skala E). Każda kolejna skala jest trudniejsza.
Badani mają nieograniczony czas na wykonanie zadania. Zazwyczaj jego wykonanie zajmuje ok. 40 minut w wersji standardowej, 25 minut w wersji kolorowej i około godziny w wersji zaawansowanej (przy czym 40 minut z tego przypada na serię drugą wersji zaawansowanej). Niekiedy test zaawansowany wykonuje się z limitem czasowym.
Ponieważ test bazuje na materiale czysto wizualnym, uważa się, że jest niezależny od różnic kulturowych, różnic językowych czy różnic w wykształceniu, ale istnieją badania, które udowadniają, że istnieje pewien związek z wykształceniem i nie jest całkiem niezależny od kultury czy od statusu socjoekonomicznego. Można go stosować w sytuacjach, kiedy nie można lub nie powinno się z jakiegoś powodu zastosować testu zawierającego elementy werbalne.
Testem można badać dzieci od 8 lat. 

## Wersje testu
Oprócz wersji standardowej, opisanej powyżej, test wstępuje także w wersjach: kolorowej i zaawansowanej. Wersja kolorowa jest przeznaczona dla małych dzieci, pacjentów starszych, z uszkodzeniami mózgu lub do celów klinicznych. Może być wykonywana w postaci plansz lub układanek. Składa się z 36 zadań w trzech seriach: A, Ab, B.
Wersja zaawansowana pozwala różnicować osoby o wysokiej inteligencji. Składa się z dwóch serii o rosnącym stopniu trudności, przy czym pierwsza może być potraktowana jako seria wprowadzająca do badania.

## Skala (w centylach)
- Ranga I (>95) – Inteligencja bardzo wysoka
- Ranga II (>75<95) – Inteligencja ponadprzeciętna
- Ranga III (>25<75) – Inteligencja przeciętna
- Ranga IV (>5<25) – Inteligencja poniżej przeciętnej
- Ranga V (<5) – Inteligencja bardzo niska